# Makaronisk vers
Makaronisk vers eller makaronisk diktning kallas en versform som blandar olika språk.

## Ursprung Italien
Makaronisk poesi är skämtdikter på ett slags blandspråk, bestående av ord ur något modernt språk, vilka är utstyrda med latinska böjningsändelser, jämte latinska ord. Makaroniskt latin träffas rätt tidigt under medeltiden. Benämningen är tagen från italienarnas älsklingsrätt makaroner, och konstarten anses skapad av Tifo Odasi från Padua omkring 1490. Dess hemland är Italien, och den bragtes där till poetisk betydenhet af Teofilo Folengo. I Molières lustspel ”Le malade imaginaire” förekommer makaronisk vers i tredje mellanspelet.
Versformen var vanlig som ett skämt bland skolpojkar och studenter under renässans och barock. Makaronisk vers förekommer i en del hymner, bland annat julpsalmen In dulci jubilo (nr 433 i den svenska psalmboken 1986).

## Exempel
Den första strofen av In dulci jubilo lyder i Jan Håkan Åbergs bearbetning från 1984:
In dulci jubilo

vi sjunger nu i tro.

All vår hjärtans glädje

är in præsepio

och lyser såsom solen

matris in gremio.

Alpha es et O.
Översättning
1. ↑  I ljuvlig fröjd
2. ↑  i krubban
3. ↑  i moderns famn
4. ↑  Du är A och O

Andra exempel på makaronisk vers är Georg Stiernhielms "Discursus astro-poëticus mixtus & comicus" ('Stjärnpoetisk avhandling') från 1658 och ett modernt exempel är James Joyces "Finnegans Wake". 
Här ett exempel från Lunds studenter:
Gingimus in gatis cum kameratibus omnes,

Slogimus in stenos käppis, påkisque klackisque,

Uno ore fullissimo skojantes atque tjutentes.

Tum veniunt väktari, saxas lyktasque ferentes,

Et juvenes muntros saxis gripantque feruntque

In horridam finkam; pliktavimus duos in banco.